# Корзунята
Корзуня́та (рос. Корзунята) — присілок у складі Білохолуницького району Кіровської області, Росія. Входить до складу Ракаловського сільського поселення.
Населення поселення становить 5 осіб (2010, 10 у 2002).
Національний склад станом на 2002 рік — росіяни 90 %.